# تشارلز دبليو. والتون (سياسي)
تشارلز دبليو. والتون (بالإنجليزية: Charles W. Walton)‏ هو محامي وسياسي أمريكي، ولد في 13 نوفمبر 1875، وتوفي في 19 مارس 1945. حزبياً، نشط في الحزب الجمهوري. وقد انتخب عضو مجلس ولاية نيويورك.